# Maurice Challe (1905-1979)
Pour les articles homonymes, voir Maurice Challe et Challe.
Maurice Challe, né le 5 septembre 1905 au Pontet (Vaucluse) et mort le 18 janvier 1979 à Paris (16e arrondissement), est un aviateur et général français, grand-croix de la Légion d'honneur.
Il est le principal organisateur du putsch des généraux à Alger le 22 avril 1961.

## Biographie

### Début de carrière
Challe rejoint, en 1923, l'École militaire de Saint-Cyr et devient sous-lieutenant en 1925. Sorti de l'école (promotion Chevalier Bayard) il entre à l’École d'Application de l'Aéronautique où il reçoit une formation de pilote. En 1932, il est promu capitaine. En 1937, il rejoint l'École supérieure de guerre aérienne et termine en juillet 1939 sa formation d'officier d'état-major.

### Seconde Guerre mondiale
À la déclaration de guerre en septembre 1939, il est promu commandant puis sert comme aviateur de l’État-major de la 8e Armée avant d'être chef de section au C.Q.G. Air.
En 1940, Challe participe aux batailles aériennes dans le Nord de la France et il est promu officier de la Légion d'honneur.
En juillet 1940, il est détaché à la Commission d'Armistice de Wiesbaden.
Après l'armistice de juin 1940, il prend le commandement du groupe de reconnaissance 2/14 à Avignon. Après l'invasion de la « Zone libre » en novembre 1942 et la dissolution de l'Armée d'armistice, Challe entre dans l'Organisation de résistance de l'Armée, où il intègre le S.R « Air », expérience déterminante quand on sait l'importance du renseignement dans toute guerre.
Il constitue le réseau François-Villon.
En mai 1944, travaillant sous le nom de code de Guy, il transmet à Londres d'importants documents secrets de l'armée de l'air allemande. Après le débarquement de Normandie et la Libération, il devient inspecteur de la 2e brigade de bombardement.

### Après-guerre
En 1947, Challe est muté à l'état-major général de l'Armée de l'air. En 1949, il reçoit, comme général de brigade aérienne, le commandement de l'Armée de l'air dans le protectorat marocain. En 1953, il est nommé directeur de l'École supérieure de guerre aérienne. Promu général de division aérienne, il devient le chef de l'état-major des Forces armées en 1955. Après sa nomination comme général d'armée aérienne, il devient le 1er octobre 1958 l'adjoint-air du général Raoul Salan durant la guerre d'Algérie.

### Crise de Suez
Il fait partie de la délégation française avec Maurice Bourgès-Maunoury et Christian Pineau lors de la réunion secrète tripartite de Sèvres (protocoles de Sèvres) préliminaire à l'« opération Mousquetaire » organisée en réaction à la nationalisation du canal de Suez par Gamal Abdel Nasser (colonel et chef d'État (Raïs) égyptien, qui fournissait une aide matérielle au FLN algérien).

### Guerre d’Algérie

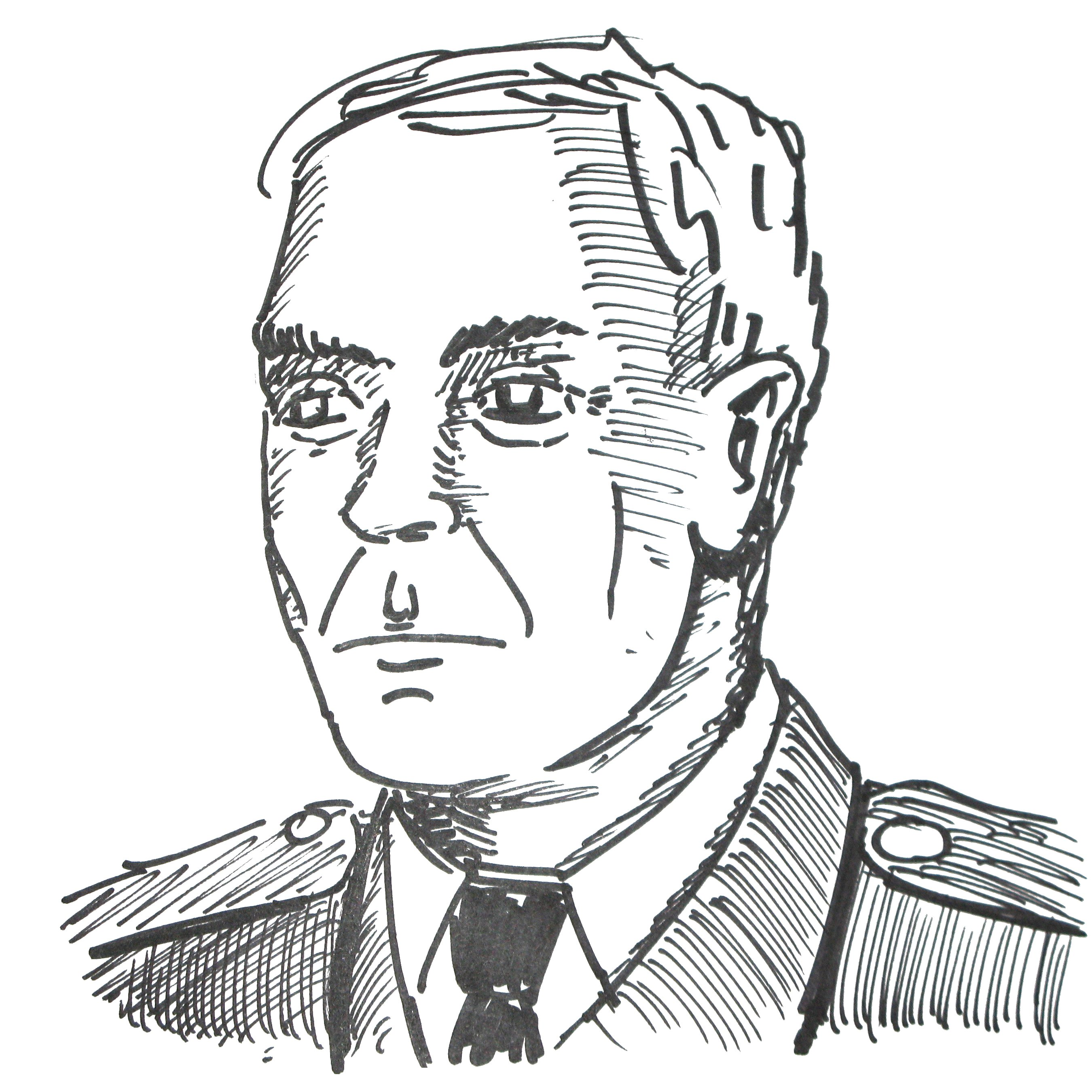
Portrait de Maurice Challe.

Après la mutation du général Salan, il le remplace à Alger le 12 décembre 1958. Les opérations contre le FLN suivent alors ce qu'on appelle le « plan Challe ». En avril 1960, il est rappelé en métropole.

### Commandant en chef du secteur Centre-Europe de l'OTAN (mai 1960-février 1961)
En mai 1960, il est nommé Commandant en Chef Centre-Europe (CINCCENT) et prend le Commandement des Forces alliées en Centre-Europe (AFCENT) de l'OTAN, dont le quartier général est implanté à Fontainebleau. Il démissionne le 25 janvier 1961 car il désapprouve la politique d'autodétermination algérienne de la France.

### Putsch des généraux
Le 11 avril 1961, Charles de Gaulle donne une conférence de presse dans laquelle il précise que la France ne fera aucun obstacle à la politique d'autodétermination algérienne et de l'Algérie comme d'un « État souverain ». Cette conférence décide Challe, sollicité depuis des semaines par un petit groupe de colonels en opération en Algérie pour être à la tête du putsch, à entrer dans le complot le 12 avril.
Le 20 avril 1961, il s'embarque incognito dans un avion de transport de troupes Noratlas et rejoint l'aéroport d'Alger-Maison Blanche. Son plan d'action prévoit de rallier l'armée d'Algérie, prendre Alger puis terminer la guerre d'Algérie, renvoyer en métropole les 200 000 appelés du contingent et redéployer les 300 000 soldats de métier, enfin mettre de Gaulle au pied du mur. Il s'installe dans la villa des Tagarins, PC des commandos de l'air.
Le 22 avril 1961, à Alger avec ses pairs André Zeller (chargé de l'intendance), Edmond Jouhaud (chargé des relations avec la population) et en liaison avec Raoul Salan, il coorganise (avec Jean-Jacques Susini) et participe au putsch des généraux,.
Au bout de quatre jours et cinq nuits, Challe se rend, le coup d'État militaire ayant échoué. Il est emprisonné à Paris à la prison de la Santé.

### Dernières années
En même temps que Zeller, il est condamné le 31 mai 1961 par le Haut Tribunal militaire à quinze ans de détention et à la perte de ses droits civiques. Après avoir été détenu à Clairvaux et Tulle, il est libéré par anticipation le 22 décembre 1966 et amnistié par de Gaulle en 1968. Il publie ses souvenirs sous le titre Notre révolte et meurt le 18 janvier 1979. Son épouse Madeleine Mollard est décédée aux Saintes-Maries-de-la-Mer (Bouches-du-Rhône), le 22 août 1996.
Le général Challe est inhumé au côté de son épouse au cimetière des Saintes-Maries-de-la-Mer.

## Distinctions
- Grand-croix de la Légion d'honneur (18 avril 1960)
- Croix de guerre 1939–1945
- Croix de la Valeur militaire
- Médaille de la Résistance française avec rosette
- Médaille commémorative de la guerre 1939–1945
- Commandeur en chef de la Légion du Mérite (États-Unis)
- King's Medal for Courage in the Cause of Freedom (Royaume-Uni)
- Titulaire de 8 citations

## Publications
- Général Maurice Challe, Notre révolte, Presses de la Cité, 1968, 445 p.